# Вальтер Шлоссер
Вальтер Шлоссер (нім. Walter Schlosser; 4 листопада 1906, Клінгенталь — 2 листопада 1970, Ганновер) — німецький офіцер, гауптман резерву вермахту. Кавалер Лицарського хреста Залізного хреста.

## Нагороди
- Медаль «У пам'ять 1 жовтня 1938»
- Залізний хрест 2-го і 1-го класу
- Штурмовий піхотний знак в сріблі
- Медаль «За зимову кампанію на Сході 1941/42»
- Лицарський хрест Залізного хреста (16 вересня 1942) — як лейтенант резерву і командир взводу 2-ї роти 1-го батальйону 456-го піхотного полку 256-ї піхотної дивізії.